# Varivode
Varivode är en ort i Kroatien.   Den ligger i länet Šibenik-Knins län, i den södra delen av landet, 210 km söder om huvudstaden Zagreb. Varivode ligger 230 meter över havet och antalet invånare är 124.
Terrängen runt Varivode är huvudsakligen platt, men västerut är den kuperad. Runt Varivode är det glesbefolkat, med 13 invånare per kvadratkilometer. Närmaste större samhälle är Kistanje, 7,5 km öster om Varivode. Omgivningarna runt Varivode är en mosaik av jordbruksmark och naturlig växtlighet.